# Dal makhani
Dal makhani ("đậu lăng nấu bơ") là một món ăn phổ biến có nguồn gốc từ vùng Punjab của Ấn Độ và Pakistan. Thành phần chính trong dal makhani là đậu đen (urad) với đậu lửa (rajma), bơ và kem.

## Lịch sử

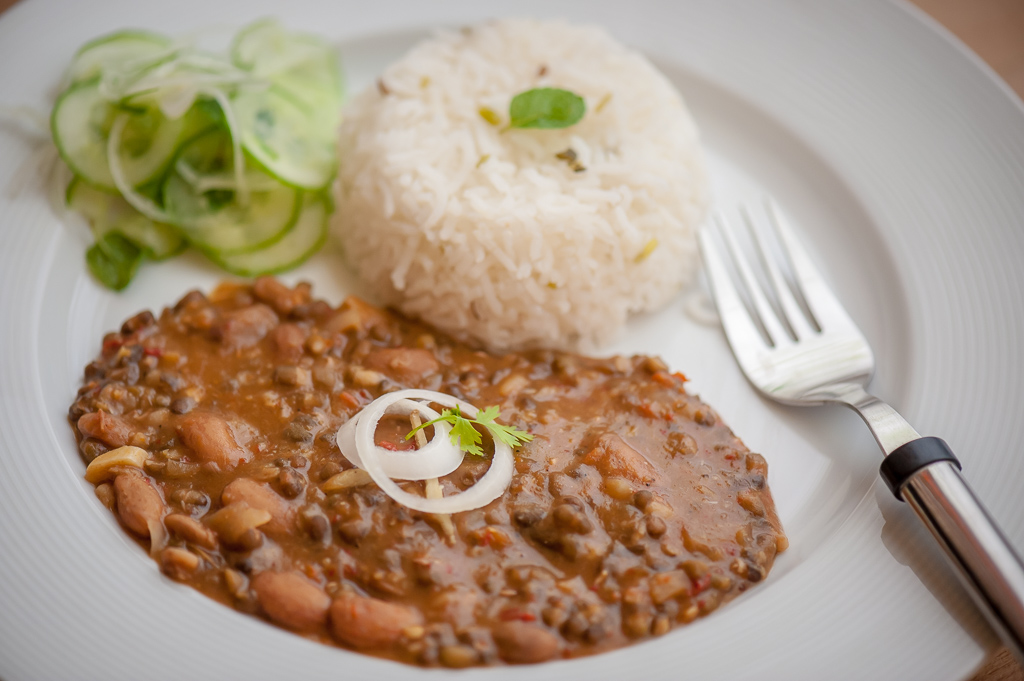
Dal Makhani ăn với cơm.

Dal makhani là món chủ yếu tại liên minh Ấn Độ trước khi bị chia cắt. Món này đã được phổ biến ở Ấn Độ sau khi bị chia cắt, khi người Punjabi di cư đến các vùng phía bắc Ấn Độ. Cũng như cộng đồng người Punjabi di cư trên khắp Ấn Độ và trên quốc tế, món ăn được giới thiệu với thực khách bản địa do Kundan Lal Gujaral (một người Pujabi nhập cư) mở nhà hàng Moti Mahal ở Daryaganj, Delhi, Ấn Độ. Dal makhani lần đầu tiên được tạo lập bởi tín đồ chỉ huy nhìn nhận như một món ăn tinh túy của ẩm thực Ấn Độ, và biến thể đồ ăn được phục vụ trong một loạt các quán ăn và nhà hàng quốc tế. Dal makhani phổ biến một phần do tính linh hoạt và món ăn chay giàu dinh dưỡng có thể phục vụ như bữa ăn chính, bao gồm trong một bữa tiệc buffet (Thali) hoặc như một món bổ sung cho một bữa ăn chính. Tại Ấn Độ, món súp và cà ri nấu bằng đậu lăng đỏ hoặc vàng là nguyên tố quan trọng; tuy nhiên, do kết cấu phong phú dal Makhani và quá trình chuẩn bị kéo dài, nhiều người Ấn Độ chỉ ăn món này vào những ngày có ý nghĩa, chẳng hạn như sinh nhật, ngày lễ quốc gia, đám cưới và dịp lễ tôn giáo.

## Chuẩn bị
Việc chuẩn bị dal makhani truyền thống cần có một loạt nguyên liệu tốn thời gian, có thể mất đến 24 giờ để hoàn thành. Tuy nhiên, với sự sẵn có của các thiết bị nấu ăn hiện đại, bao gồm cả nồi áp suất điện, thời gian chuẩn bị món ăn đã làm giảm đáng kể đến 2-3 giờ.